# Consiglio di Stato (Oman)
Il Consiglio di Stato dell’Oman (in arabo مجلس الدولة العماني‎?, Majlis ad-Dawla al-ʿUmāniyyi) è la camera alta del Consiglio dell'Oman. Ha 83 membri, tutti nominati dal Sultano. L'altra camera è l'Assemblea consultiva (Majlis al-Shura).

## Istituzione e processo legislativo
Il Consiglio di Stato è stato istituito nel dicembre 1997 con un decreto reale che affermava, all'Art. 17, l’organo avrebbe "assistito il governo nell'attuazione della strategia di sviluppo generale e contribuito ad approfondire le radici della società omanita, mantenendo i risultati e accertando i principi della Legge fondamentale dello Stato".
Nell'ottobre del 2011, tuttavia, il processo legislativo è stato modificato da un nuovo decreto reale, secondo cui il Consiglio dei ministri del paese avrebbe rinviato una proposta di legge alla camera bassa, che deve approvarlo o modificarlo entro 3 mesi dal rinvio.
Il progetto di legge viene quindi deferito al Consiglio di Stato che deve approvarlo o modificarlo. Se i due organi non sono d'accordo, si accordano per risolvere la differenza. Se una maggioranza assoluta approva il progetto di legge, il Presidente del Consiglio di Stato lo rinvia al Sultano.

## Funzioni
Identificate nell'articolo 17 del decreto 86/97 del 2011 sul Consiglio di Stato, questo deve fare tutto il possibile per assistere nell'attuazione dei piani di sviluppo e contribuire al consolidamento dei valori intrinseci della società omanita e preservare i risultati e riaffermare i principi sanciti nella Legge fondamentale dello Stato, come già citato, adoperando i mezzi definiti al successivo Art. 18 per raggiungere tali obiettivi:
- Preparazione di studi che aiutino nell'attuazione di piani e programmi di sviluppo e contribuiscano a trovare soluzioni adeguate ai vincoli economici e sociali;
- Fare proposte che incoraggino gli investimenti in vari settori produttivi e di servizio e lo sviluppo delle risorse economiche;
- Fornire studi e proposte nel campo dello sviluppo delle risorse umane e migliorare le prestazioni degli organi amministrativi al fine di servire la comunità e raggiungere gli obiettivi generali dello Stato;
- Rivedere i disegni di legge emessi prima di agire, e ad eccezione delle leggi che richiedono che l'interesse pubblico sia depositato direttamente a Sua Maestà il Sultano e offre raccomandazioni in merito al progetto di legge presentato dal Consiglio dei Ministri;
- Studiare ciò che è trasmesso a Sua Maestà il Sultano o al Consiglio dei Ministri degli argomenti che servono l'interesse pubblico, ed esprimere un'opinione.

## Requisiti
Per essere nominabile a quest’organo, sono stati posti dei requisiti. Bisogna:
- Essere un cittadino omanita.
- Aver avuto un'età non inferiore a 40 anni (secondo il calendario gregoriano) al momento della nomina.
- Non essere mai stato condannato per un crimine o un crimine che coinvolge la turpitudine morale o la fiducia, anche se riabilitato;
- Non essere affiliato a un'autorità di sicurezza o militare;
- Non essere interdetto da una sentenza giudiziaria;
- Non soffrire di una malattia mentale.

## Composizione
La nomina del consiglio è attuata seguendo una selezione di individui, principalmente, tra:
- Ex ministri, sottosegretari e loro equivalenti.
- Ex ambasciatori.
- Ex giudici senior.
- Ufficiali anziani in pensione.
- Individui noti per la loro competenza ed esperienza nei campi della scienza, delle arti e della cultura, e professori di università, college e istituti superiori.
- Dignitari e uomini d'affari.
- Persone che hanno svolto servizi distinti alla Nazione.
- Chiunque Sua Maestà il Sultano scelga e che non rientri nelle categorie precedenti.